# Bano
Il titolo di bano (croato, bosniaco, e serbo: ban, ungherese: bán) fu utilizzato in numerosi paesi dell'Europa centrale e balcanica tra il VII e il XX secolo ed è di origine o slava meridionale o illirica. Il territorio sul quale governava un bano era chiamato banato (croato, bosniaco e serbo: banovina, ungherese: bánság). I banati più significativi furono quelli di Croazia, Slavonia, Bosnia, Szörény. Una specifica regione dell'Europa centrale prese il nome di Banato dalla forma di governo.

## Etimologia
Si ritiene che la parola "bano" derivi dallo slavo meridionale ban "principe, signore, dominatore", affine al
boemo e al polacco pan e al persiano ban "principe, signore, capo, governatore": dalla radice indoeuropea pâ "nutrire, custodire, difendere". Secondo altri, il termine trae invece origine dal sarmatico "bajan", che significa "condottiero". Esiste anche una certa somiglianza con la parola turco-mongola khan. La parola è conservata ancora oggi in molti nomi di luogo. Altre teorie fanno riferimento all'origine illirica e al nome illirico "Banius", la cui esistenza si presume sulla base di ritrovamenti bosniaci. Secondo una teoria, il titolo di bano derivava da un khagan avaro ("Bajan").

## Regno di Croazia-Slavonia
Bano era il titolo dei governanti locali in Croazia e Bosnia sin da quando la popolazione slava vi immigrò nel VII secolo. Le testimonianze dei periodi più antichi sono scarse, ma la storia ricorda i bani croati Ratimir nel IX secolo (827, sotto l'influenza bulgara) e Pribina nel X secolo (nel 949 e nel 970).
Il significato del titolo fu elevato a quello di governatore provinciale nello stato croato medievale (ad esempio, Dmitar Zvonimir nel 1065 fu originariamente un bano).

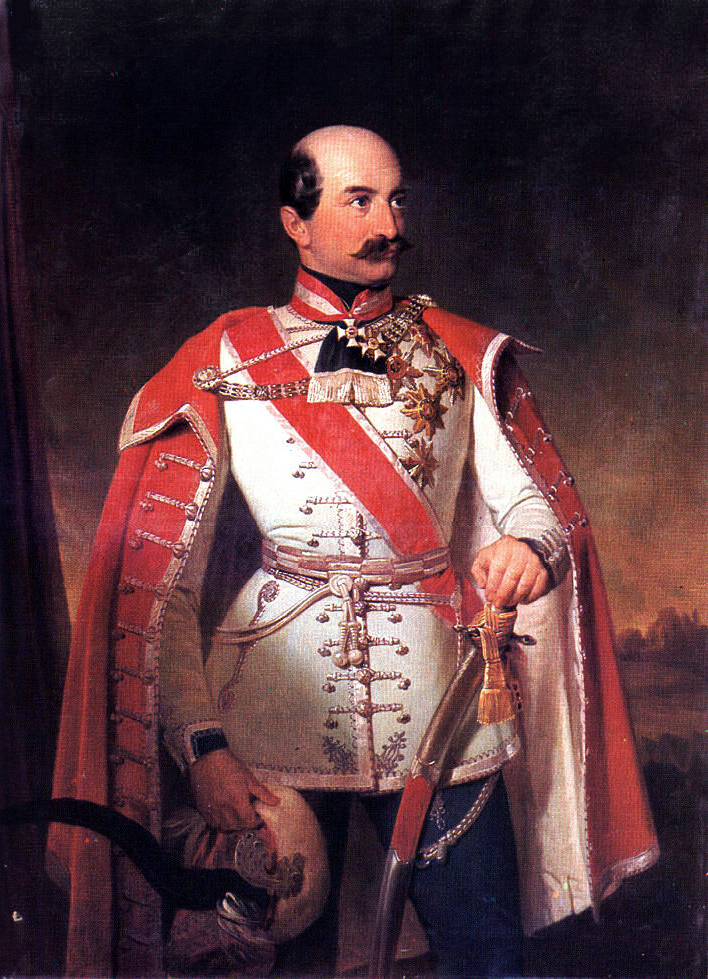
Josip Jelačić, bano di Croazia (1848-1859).

A partire dall'unione personale della Croazia con l'Ungheria nel 1102, il titolo di bano acquisì il significato di viceré, perché il bano erano nominato dal re e fatto giurare di fronte al Reichstag (Dieta imperiale), sebbene non a vita. Egli esercitava in modo quasi assoluto il potere supremo negli affari politici, giuridici e militari ed era ritenuto nel suo ambito la seconda carica dello stato dopo il re.
Il bano fu, a partire dal XIV secolo, il più alto rappresentante dello Stato in Croazia come sostituto dei monarchi residenti fuori del paese (in Ungheria o più precisamente a Vienna). Il titolo di bano è ritenuto la conferma della tradizionale autonomia dello stato croato nel corso dei secoli. A riprova di ciò, va osservato che la Croazia, rimanendo un regno indipendente in unione personale con l'Ungheria, non fu mai qualificata come banovina (banato).
La Croazia fu governata dal bano "vicereale" nella sua interezza tra il 1102 ed il 1225, quando fu divisa in due banati separati: Slavonia e Croazia. Furono occasionalmente nominati due bani diversi fino al 1476, quando fu ripristinata l'istituzione di un unico bano, che durò fino al 1918. Uno dei più famosi bani nella storia croata fu Tamás Erdődy, grande statista e combattente, al quale la Croazia deve molto per aver protetto di suoi diritti contro la nobiltà ungherese. Famosa è rimasta la sua frase: Regnum regno non praescribit leges, "un regno non può imporre leggi ad un altro regno".
Il bano della Croazia era il terzo tra i funzionari supremi, reali o imperiali del regno ungherese. Durante la festa dell'incoronazione reggeva il globo imperiale. Anticamente aveva l'obbligo di difendere i confini dell'Ungheria e di amministrare la giustizia per il popolo in tempo di pace. In seguito questa importante carica andò in decadenza. Malgrado nel XVII e XVIII secolo fosse stata ripristinata con significativi privilegi, il suo campo d'azione fu notevolmente ridotto. in parte per l'introduzione del Trattato sui confini, in parte per altri cambiamenti.
La ripresa dell'espansione della potenza turca a partire dalla battaglia di Mohács (1526) eliminò a poco a poco tutti i banati, eccetto quello della Dalmazia e della Croazia-Slavonia unite, che conservarono un bano. Ma anche la potenza di questo banato era assai limitata, perché una parte era detenuta dai Turchi, l'altra dai comandanti militari imperiali. La separazione delle competenze civili e militari eseguita nel 1746 in occasione della costruzione della Frontiera militare, quando i poteri militari furono assegnati al Consiglio di guerra di corte (Hofkriegsrat) a Vienna, limitò ancora di più il ruolo del bano; egli ottenne invece l'amministrazione della Slavonia costituita da Maria Teresa a partire dai comitati ungheresi di Pozsega (croato Požega), Verőce (croato Virovitica) e Szerém (serbo Srem, croato Srijem).
Attraverso la costituzione imperiale austriaca ottriata del 4 marzo 1849, che trasformò Croazia, Slavonia e Dalmazia in un territorio della corona separato, il bano divenne indipendente dall'Ungheria e luogotenente (Statthalter) autonomo della sua regione con la stessa autorità dei luogotenenti dei restanti territori della corona, ma con il mantenimento dell'antico nome di bano. In questo periodo fu nominato dall'Imperatore austriaco.
Con il compromesso ungherese-croato del 1868 il bano di Croazia e Slavonia divenne di nuovo uno dei luogotenenti subordinati al governo ungherese e da questo nominati.

## Regni di Bosnia, Valacchia e Bulgaria
Quando lo Stato medievale bosniaco raggiunse un certo livello di indipendenza nel XII secolo, i suoi governanti furono ancora una volta chiamati bani, e il loro territorio banato (banovina), probabilmente a causa della condizione simile a quella di feudatario sovrano che esso aveva nei confronti del re d'Ungheria. Nondimeno, i bani bosniaci non erano viceré, nel senso che erano nominati dal re. Talvolta il loro titolo è tradotto come duca. Più tardi nel XIII secolo essi acquisirono gradualmente maggiore indipendenza (sebbene in alcuni periodi fossero ancora vassalli) e infine si proclamarono re nel tardo XIV secolo.
Anche la regione di Mačva (ora in Serbia) fu governata da bani. Mačva era parte del regno medievale ungherese sebbene con vari livelli di indipendenza; alcuni dei bani erano viceré stranieri, alcuni nobili locali ed uno assurse perfino al rango di palatino reale.
Bano era anche il titolo dei governanti medievali di parti della Valacchia (Oltenia e Severin) a partire dal XIII secolo. I bani valacchi erano governatori militari; le loro giurisdizioni in Valacchia erano chiamate banati. Il principale governante valacco aveva il titolo di voivoda, posizione alla quale aspiravano i bani.
Il titolo di bano fu concesso anche nel Secondo impero bulgaro in parecchie occasioni, ad esempio nel caso del bano Yanuka, governatore di Sredets (Sofia) nel XIV secolo.

## Regno di Iugoslavia
Bano fu anche il titolo del governatore di ciascuna provincia (chiamata banovina) del Regno di Iugoslavia tra il 1929 ed il 1941. Il peso del titolo era di gran lunga minore di quello della carica feudale di un bano medievale.